# Hong Kong Jockey Club
Hong Kong Jockey Club (香港賽馬會, Гонконгский жокей-клуб) — некоммерческая организация, базирующаяся в Гонконге, оператор скачек, спортивных пари и лотереи, крупнейший налогоплательщик и благотворитель в городе (вся прибыль направляется на социальные проекты), один из крупнейших работодателей Гонконга (около 26 тыс. сотрудников). Основанный в 1884 году, Hong Kong Jockey Club является одной из самых старых организаций города. Штаб-квартира расположена в районе Хэппи-Вэлли. Клуб обеспечивает отдыхом, спортивными, медицинскими, образовательными и другими социальными услугами более 23 тыс. своих членов.
Hong Kong Jockey Club входит в число 15 крупнейших благотворительных организаций в мире (в 2012 году организация пожертвовала 1,7 млрд гонк. долл., в 2014 году — 3,6 млрд гонк. долл.).
В сезоне 2017—2018 годов общий объём ставок на скачках Hong Kong Jockey Club составил HK$124,28 млрд ($16 млрд), чистая прибыль — HK$5,48 млрд, размер уплаченных налогов — более HK$13 млрд, а сумма призовых — HK$1,22 млрд. За текущий сезон ипподром «Сатхинь» посетило 1,438 млн человек, «Хэппи-Вэлли» — 701 тысяча. Ставки делаются не только на ипподромах, но и в отделениях жокей-клуба по всему Гонконгу, а также через Интернет, доля зарубежных ставок составила 13,3 %.

## История
В 1845 году на месте болот началось строительство первого в Гонконге ипподрома, располагавшегося в районе Хэппи-Вэлли (первая скачка была проведена на нём в декабре 1846 года). Гонконгский жокей-клуб был основан в 1884 году для организации скачек и урегулирования правил. Его членами были британцы преимущественно из высших сословий, очень долго даже богатые китайцы не могли попасть в ряды жокей-клуба. В 1907 году был назначен первый секретарь клуба, а также открылся офис клуба в Центральном районе. 
26 февраля 1918 года на ипподроме в Хэппи-Вэлли случился крупный пожар, в результате которого погибло около шестисот человек. В 1931 году на ипподроме в Хэппи-Вэлли были построены две первые трёхэтажные трибуны (в 1957 году заменены двумя семиэтажными трибунами, которые были вновь расширены в 1969 году). В 1959 году с разрешения британской королевы Елизаветы II клуб был переименован в Королевский Гонконгский жокей-клуб. В 1971 году он стал профессиональным учреждением, которое организовывало ежегодные скачки и следило за приёмом ставок. В 1973 году в Гонконге стартовали первые ночные гонки. В 1974 году HKJC открыл первые шесть отделений, в которых принимались ставки на скачки, а также начал принимать пари по телефону. В 1975 году стартовала лотерея Mark Six. В 1978 году в округе Сатхинь на Новых Территориях открылся ипподром, вмещавший 35 тыс. зрителей (позже была построена вторая трибуна, увеличившая вместимость ипподрома до 85 тыс. человек, а также 20 современных конюшен, больница и бассейн для лошадей).
В 1988 году на ипподроме Сатхинь были проведены первые международные гонки Гонконга. В 1995 году открылся современный комплекс ипподрома Хэппи-Вэлли с семиярусными трибунами, способными вместить 55 тыс. зрителей. В 1996 году на втором этаже нового ипподрома Хэппи-Вэлли открылся музей и архив жокей-клуба (четыре галереи, кинозал и сувенирный магазин). В том же 1996 году, накануне передачи Гонконга под суверенитет Китая, название клуба вернулось к старому образцу (королевский титул был отозван).
В 2002 году Hong Kong Jockey Club убедил правительство принять новый пакет законов об игорном бизнесе, который запретил деятельность в Гонконге нелицензированных букмекеров и ограничил возможность гонконгцам делать ставки на зарубежных игорных площадках. В 2002 – 2003 годах оборот пари на скачках составил 71 млрд гонк. долл. После выплаты дивидендов и налогов доход клуба составил 3,9 млрд гонк. долл. (в этом сезоне жокей-клуб внёс 11,7 % налоговых поступлений Гонконга). Остаток средств был направлен в фонды Hong Kong Jockey Club Charities Trust. В 2003 году клуб начал принимать ставки на футбольные матчи. В 2004 году была закончена реконструкция ипподрома в Сатхине, где появилась первая в мире выдвигающаяся крыша. 
В 2006 году, после нескольких лет снижения оборота, власти приняли ряд законов, которые предоставили Hong Kong Jockey Club больше автономии в области управления. В 2008 году во время летних Олимпийских и Паралимпийских игр конные соревнования проводились на базе объектов Hong Kong Jockey Club — ипподрома в Сатхине, Спортивного института Гонконга и Jockey Club Beas River Country Club. После этого Hong Kong Jockey Club активно участвовал в проведении Пятых Восточноазиатских игр 2009 года и помогал проектировать и строить объекты для конных соревнований летних Азиатских игр 2010 года.

## Скачки и пари
Hong Kong Jockey Club обладает предоставленной государством монополией на организацию скачек, тотализатора на бега и зарубежные футбольные матчи, а также на лотерею Mark Six.
Скачки проводятся на двух ипподромах высшего класса — Хэппи-Вэлли на острове Гонконг и Сатхинь на Новых Территориях. С 2008 года участие в соревнованиях в качестве наездников стали принимать и женщины. Совокупный доход от скачек в сезоне 2011 — 2012 годов достиг 86,1 млрд гонк. долл., что на 43,4 % выше показателей 2006 года, когда начались реформы. В 2012 году Hong Kong Jockey Club заплатил в бюджет Гонконга 16 млрд гонк. долл. налогов.
Hong Kong Jockey Club имеет более 100 отделений по всей территории Гонконга, в которых принимают ставки на скачки и футбол, а также продают билеты лотереи Mark Six.

## Членство
Членство в клубе очень тяжело получить, фактически оно ограничено деловой и культурной элитой Гонконга (в прошлом Hong Kong Jockey Club был зарезервирован за старыми богатыми династиями, но сейчас растёт число недавно разбогатевших гонконгцев). Подобно другим элитным клубам, членства в HKJC нередко ожидают годами и десятилетиями. Членский взнос составляет 400 тыс. гонк. долл., ежемесячный взнос — 1,8 тыс. гонк. долл. Кроме того, претенденту нужно одобрение как минимум двух из 200 членов, обладающих правом голоса, и поддержка трёх других членов. Корпоративные членские взносы составляют 2 или 4 млн гонк. долл. при таком же ежемесячном взносе. Нередко при приёме в клуб случаются злоупотребления. 
Для членов Hong Kong Jockey Club работают элитные учреждения: клуб-хаусы Хэппи-Вэлли и Сатхинь, загородный клуб Beas River и гольф-центр Garden Farm. Они оборудованы первоклассными ресторанами, залами отдыха, теннисными кортами, бассейнами и спортзалами. По состоянию на начало 2013 года в Hong Kong Jockey Club числилось 13,3 тыс. полноправных членов и 7,2 тыс. членов с ограниченным пакетом услуг (в основном это высокопоставленные менеджеры китайских и международных компаний, работающих в Гонконге).

## Социальные проекты
В 1950-х годах, когда Гонконг восстанавливался после войны и переживал крупную волну иммиграции, в городе остро ощущалась необходимость в благотворительных организациях. В 1955 году Hong Kong Jockey Club активизировал свою благотворительную деятельность, направив доходы на решение социальных проблем. В 1959 году для управления пожертвованиями был сформирован фонд Hong Kong Jockey Club (Charities) Ltd, в 1993 году переименованный в Hong Kong Jockey Club Charities Trust. 
В 1960 году была основана правительственная средняя школа, в 1989 году — Jockey Club Ti-I College. В 2010 году для подготовки своих сотрудников Hong Kong Jockey Club основал профессионально-технический колледж. В 2014 году HKJC Charities Trust пожертвовал на благотворительность и социальные проекты 3,6 млрд гонк. долл. (168 проектов). Благотворительные структуры жокей-клуба специализируются на десяти основных направлениях: искусство и культура; образование; медицина и здравоохранение; уход за стариками; помощь при чрезвычайных ситуациях и бедности; семейные услуги; услуги по реабилитации; охрана окружающей среды; спорт и отдых; развитие молодёжи.  

### Медицина и здравоохранение
- Kwun Tong Jockey Club Health Centre
- Sai Ying Pun Jockey Club Polyclinic
- Cheung Sha Wan Jockey Club Clinic
- Shau Kei Wan Jockey Club Clinic
- Wang Tau Hom Jockey Club Clinic
- Tai Po Jockey Club Clinic
- Kennedy Town Jockey Club Clinic
- Yau Ma Tei Jockey Club Specialist Clinic
- Tai O Jockey Club General Out-Patient Clinic
- Shek Wu Hui Jockey Club General Out-Patient Clinic
- T.W.G.H. Jockey Club Rehabilitation Complex
- Hong Kong Jockey Club Sports Medicine and Health Sciences Centre[17]
- CADENZA (центр здравоохранения и социального обслуживания пожилых людей)[18]

### Культура и образование
- Jockey Club Auditorium Гонконгского политехнического университета[19]
- Jockey Club Innovation Tower политехнического университета
- Student Halls of Residence Jockey Club политехнического университета
- Jockey Club Student Village Гонконгского университета[20]
- Медицинский факультет Гонконгского университета
- Hong Kong Jockey Club Enterprise Center Гонконгского университета науки и технологии
- Hong Kong Jockey Club College
- Jockey Club Ti-I College
- Jockey Club Government Secondary School
- Jockey Club Mt. Davis Youth Hostel
- Jockey Club Creative Arts Centre
- Hong Kong Jockey Club Amphitheatre[21]
- Central Police Station Revitalisation Project[22]
- Hong Kong Jockey Club Music and Dance Fund[23]

### Социальная среда
- FAMILY: A Jockey Club Initiative for a Harmonious Society (программа по исследованию проблем семьи, разработке превентивных мер и образовательных программ для их решения)[24]
- READ & WRITE: A Jockey Club Learning Support Network (программа образовательной поддержки детей с диагнозом дислексия)[25]
- P.A.T.H.S. to Adulthood: A Jockey Club Youth Enhancement Scheme (образовательная программа для молодёжи)[26]
- The Hong Kong Jockey Club Scholarship Scheme (программа стипендий для учащихся)[27]
- CARE@hkjc Volunteer Team (волонтёрский проект)[28]
- JC Youth Football Development Programme (программа развития детского футбола)[29]
- Jockey Club School Football Development Scheme
- Tuen Mun Public Riding School
- Pokfulam Public Riding School
- Lei Yue Mun Public Riding School[30]
- Kau Sai Chau Public Golf Course[31][32]
- Hong Kong Jockey Club Drug InfoCentre[33]

### Окружающая среда
- Penfold Park[34]
- Открытые вольеры для больших панд в Ocean Park

### Социальное предпринимательство
Hong Kong Jockey Club активно финансирует организации, занимающиеся социальным предпринимательством, а также ежегодные Саммит социальных предпринимателей и Саммит социальных инноваций, проходящие в Гонконге.
- Ассоциация психиатрического восстановления «Новая жизнь»
- Организация Casa Famiglia (трудоустройство, обучение и поддержка людей с умственными ограниченными возможностями)[38]
- Small Action, Big Difference (программа, позволяющая студентам проходить практику в социальных предприятиях с целью получения нужного опыта)
- Power Lunch for NGO Leaders (регулярные встречи лидеров общественных организаций социальной направленности)
- Jockey Club Design Institute for Social Innovation (совместный проект Hong Kong Jockey Club и Гонконгского политехнического университета в области социальных инноваций для городской среды)[39][40]
- SOCIA (онлайн-база данных по социальным проектам и новостям на китайском и английском языках)[41]
- Good Seed (программа развития социальных инициатив, созданная Jockey Club Design Institute for Social Innovation и Social Innovation and Entrepreneurship Development Fund)[42]
- Project Oasis (программа реабилитации и трудоустройства осуждённых наркоманов)[43]
- Ежегодный Саммит социальных инноваций 10-day Fest
- Ежегодный Саммит социальных предпринимателей